# Colias dimera
Colias dimera es una especie de mariposa, de la familia de las piérides, que fue descrita por Edward Doubleday en 1847, a partir de ejemplares procedentes de Colombia.

## Distribución
Colias dimera tienen una distribución restringida a la región Neotropical y ha sido reportada en Colombia, Ecuador, Perú y Venezuela.